# Quinn Martin
Quinn Martin (* 22. Mai 1922 in New York City, New York; † 5. September 1987 in Rancho Santa Fe, Kalifornien), eigentlich Irwin Martin Cohn, war ein US-amerikanischer Fernsehproduzent.

## Leben
Martin wurde in New York geboren, seine Familie zog dann nach Los Angeles, wo sein Vater als Filmproduzent arbeitete. Nach seinem Wehrdienst im Zweiten Weltkrieg schloss er 1949 sein Studium an der University of California in Berkeley ab. Er begann seine Karriere als Filmeditor und Drehbuchautor. Für Desilu Productions arbeitete er erstmals als Produzent für die Jane Wyman Show. Für Desilu entwickelte er die Krimiserie Die Unbestechlichen über Eliot Ness. 1960 gründete er mit Q.M. Productions seine eigene Produktionsgesellschaft, die zahlreiche klassische und langlebige Fernsehserien wie Auf der Flucht, Cannon und Die Straßen von San Francisco  produzierte. In den Vereinigten Staaten war Martin vor allem dadurch bekannt, dass sein Name von einem Ansager über die Titelmusik seiner Serien gesprochen wurde („The Streets of San Francisco. A Quinn Martin Production“). In der deutschsprachigen Bearbeitung wurde dieser Teil, inklusive der Vorstellung der Hauptdarsteller und Gaststars, herausgeschnitten.
1979 verkaufte Martin Q.M. Productions an Taft Broadcasting und zog nach Rancho Santa Fe, einem Census-designated place im San Diego County. Er hielt eine Professur im Fachbereich Schauspiel an der University of California in San Diego und bekleidete verschiedene Ehrenämter.
Martin war Ende der 1950er Jahre mit der Drehbuchautorin und Produzentin Madelyn Pugh verheiratet. Von 1961 bis zu seinem Tod durch einen Herzinfarkt war er in zweiter Ehe verheiratet. Aus den beiden Ehen gingen drei Kinder hervor.

## Filmografie (Auswahl)
- 1959: Al Capone kehrt zurück (The Scarface Mob)
- 1959–1960: Die Unbestechlichen (The Untouchables)
- 1963–1967: Auf der Flucht (The Fugitive)
- 1967–1968: Invasion von der Wega (The Invaders)
- 1965–1974: FBI
- 1970–1971: Dan Oakland
- 1971–1976: Cannon
- 1972–1977: Die Straßen von San Francisco (The Streets of San Francisco)
- 1973–1978: Barnaby Jones

## Auszeichnungen
- 1973: Emmy-Nominierung für Cannon
- 1974: Emmy-Nominierung für Die Straßen von San Francisco
- 1975: Emmy-Nominierung für Die Straßen von San Francisco
- 1976: Emmy-Nominierung für Die Straßen von San Francisco

Stern auf dem Hollywood Walk of Fame, 6667 Hollywood Boulevard